# Суакин
Суа́кин (араб. سواكن‎, Савакин) — портовый город на северо-востоке Судана, на побережье Красного моря. Раньше он был главным портом в этом регионе, но в настоящее время второй по значимости порт, после Порта-Судана, который находится примерно на 60 км севернее. Старый город, который построен из кораллов и считается последним пунктом работорговли, лежит в руинах. Ежедневно между Суакином и Джиддой (Саудовская Аравия) курсируют паромы.
В прежние времена Суакин был важным портом: имеется ряд ссылок на проживание венецианских купцов в Суакине и Массауе в XIV веке. О. Г. С. Кроуфорд полагал, что в XIII веке этот город был центром христианства. Сохранились свидетельства о том, что город был пунктом отъезда пилигримов из Эфиопии, отправляющихся в Иерусалим вплоть до захвата порта Селимом I в 1517 году. Не прошло и 50 лет, как Суакин стал резиденцией паши османской провинции Хабеш, в состав которой входили города Аркико и Массауа (ныне в составе Эритреи) до конца османского правления.
Однако влияние христианства постепенно исчезло после падения нубийского царства в XIV веке, и верующие либо вымерли, либо приняли ислам в XVI веке под влиянием соседнего Сеннара.

## Военная победа Великобритании
В декабре 1888 года и в 1889 году командующий британскими войсками генерал Гренфелл нанёс здесь поражение войскам Махди.

## Здания Суакина
Подробное описание зданий Суакина с планами с указанием размеров и детальными схемами, приведено в книге Жан-Пьера Гринлоу «Коралловые здания Суакина» (Jeanne-Pierre Greenlaw. The Coral Buildings of Suakin. — Kegan Paul International, 1995. ISBN 0-7103-0489-7).